# Katedrála svatého Lazara (Autun)

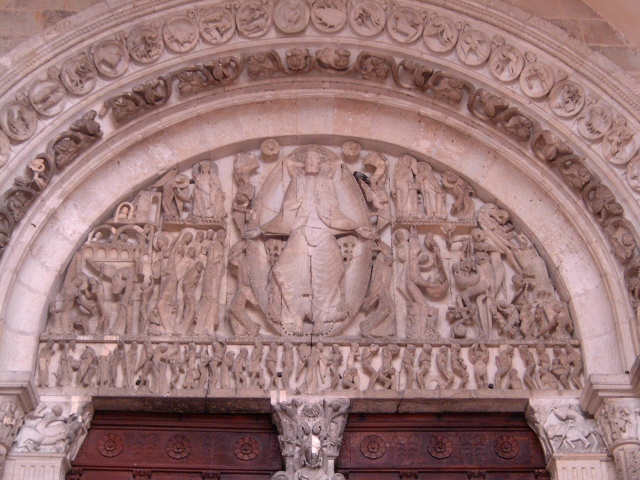
Západní portál katedrály sv. Lazara s výjevem Posledního soudu

Katedrála sv. Lazara v Autunu (fr. Cathédrale Saint-Lazare) je katedrála v burgundském městě Autun v departementu Saône-et-Loire.

## Historie
Převážně románská katedrála sv. Lazara, vystavěná v letech 1120-1146 a přestavěná po vypálení Angličany roku 1379, je situována na návrší nad starým městem. V 15. století byla postavena také mohutná střední věž nad křížením. Z původní románské výzdoby se zachovala řada sochařských detailů, především monumentální tympanon západního portálu s výjevy Posledního soudu a hlavice sloupů z dílny mistra Gisleberta. Gislebertus je považován za jednoho z nejvýznamnějších středověkých sochařů, tvůrce nejlidštějších děl románského období.